# Nimm von uns, Herr, du treuer Gott
Nimm von uns, Herr, du treuer Gott ("Porta via da noi, Signore, Dio fedele"), BWV 101, è una cantata sacra di Johann Sebastian Bach. Fu composta a Lipsia per la decima domenica dopo la Trinità ed eseguita per la prima volta il 13 agosto 1724. La cantata corale è basata sull'inno di Martin Moller (1584).

## Storia e testo
Bach compose la cantata a Lipsia per la decima domenica dopo la Trinità come parte del suo secondo ciclo di cantate. Le letture prescritte per la domenica erano dalla Prima Lettera ai Corinzi (1 Cor 12,1-11), e dal Vangelo di Luca, Gesù che annuncia la distruzione di Gerusalemme e la purificazione del Tempio (Luca 19:41-48).
Il testo della cantata si basa sulle sette strofe del corale di Martin Moller, che aveva scritto durante un periodo di peste, come parafrasi del poema latino Aufer immensam (1541). Il corale è cantato sulla melodia del Vater unser im Himmelreich (Padre nostro) di Martin Lutero. Un poeta sconosciuto ha trascritto le idee delle stanze 2, 4 e 6 in arie. Ha mantenuto il testo delle stanze 3 e 5, ma lo ha interpolato per il recitativo. Il testo della cantata è solo genericamente correlato alle letture, a differenza della cantata BWV 46, dell'anno prima, che trattava del lamento di Gerusalemme nel libro delle Lamentazioni, ma il poeta nel secondo movimento allude alla distruzione di Gerusalemme con "Daß wir nicht durch sündlich Tun wie Jerusalem vergehen!" ("affinché, attraverso atti peccaminosi, non siamo distrutti come Gerusalemme!").
Bach eseguì per la prima volta la cantata il 13 agosto 1724.

## Organico e struttura
La cantata in sette movimenti è riccamente composta per quattro solisti vocali (soprano, contralto, tenore e basso), un coro a quattro voci, cornetto, tre tromboni, due oboi, taille (oboe tenore), flauto traverso (o violino), due violini, viola e basso continuo.
1. Coro: Nimm von uns, Herr, du treuer Gott
2. Aria (tenore): Handle nicht nach deinen Rechten
3. Recitativo e corale (soprano): Ach! Herr Gott, durch die Treue dein
4. Aria (basso): Warum willst du so zornig sein?
5. Recitativo e corale (tenore): Die Sünd hat uns verderbet sehr
6. Aria (soprano e contralto): Gedenk an Jesu bittern Tod
7. Corale: Leit uns mit deiner rechten Hand

## Musica
La melodia del corale è scritta nel modo dorico ed è presente in tutti i movimenti tranne la prima aria. Il coro di apertura è una fantasia corale con il cantus firmus del soprano. Un coro di tromboni suona con la parte, ossia lo strumento suona la stessa melodia delle voci, inserito in un'ambientazione di oboi e archi, anch'essa vocale. John Eliot Gardiner nota l'"inquietante intensificazione dell'armonia e dell'espressione vocale di Bach per le parole für Seuchen, Feur und großem Leid (contagio, fuoco e dolore atroce) alla fine del movimento".
La prima aria è accompagnata da un virtuosismo di flauto, sostituito in una versione successiva da un violino. La scrittura del flauto suggerisce che Bach avesse a portata di mano un abile suonatore di flauto nel 1724, come nella cantata Was frag ich nach der Welt (BWV 94), composto una settimana prima. Il recitativo combina una versione abbellita della melodia corale con un recitativo secco. Il movimento centrale inizia come un'aria drammatica, marcata vivace, in tre oboi e continuo. Dopo questo "furioso ritornello" il basso inizia inaspettatamente, marcato andante, con il primo verso della strofa corale sulla melodia del corale, sollevando la domanda "perché sei così arrabbiato con noi?". Nella sezione centrale, il corale completo è suonato dagli strumenti dell'organico, mentre la voce canta indipendentemente.
Il secondo recitativo è identico al primo. Il sesto movimento combina due parti, quella del flauto e dell'oboe da caccia, il quale suona la melodia del corale. La strumentazione è simile al movimento centrale della Passione secondo Matteo, sempre di Bach, intitolato Aus Liebe will mein Heiland sterben ("Il mio Salvatore vuole morire per amore"). L'ultimo movimento, il settimo, utilizza brillantemente l'impostazione del coro, così come l'uso intelligente dell'armonia/tonalità in quattro parti per trasmettere il messaggio finale di Teufels List und Mord ("L'astuzia e la furia omicida di satana") e per Dio, per "concedere un'ora benedetta, affinché possiamo essere eternamente con te".